# Перепев
Перепев — вид комической стилизации, родственный пародии, но в отличие от нее высмеивающий не объект имитации, а внеположное ему литературное или социальное явление. Как правило, при перепеве воспроизводится тематика, композиция и стилистические особенности (ритмика, лексика, синтаксис) популярного классического произведения — авторитетного литературного образца, на фоне которого ярко проявляются комические недостатки объекта сатирического разоблачения и осмеяния. По мнению литературоведа В. И. Новикова, «наличие контраста между „высоким“ и „низким“, между поэзией используемого образца и прозаичностью избираемого нового сюжета — необходимое и вместе с тем достаточное условие существования перепева».
В русской литературе первым образчиком перепева считается «Переложение псалма Ломоносова» И. И. Хемницера, в котором сатирик «воспроизвел ломоносовское „Переложение псалма 14“ (1743-47), изменив лишь отдельные слова, так что пафос известного стихотворения обернулся сатирой на нравы русского общества». На рубеже XVIII—XIX в. пользовались популярностью перепевы С. Н. Марина, в которых, имитация од М. В. Ломоносова использовалась для сатирического изображения деспотических порядков при Павле I. Расцвет перепева приходится на 1850—1860-е годы, когда он сделался излюбленным инструментом литературной полемики и общественно-политической сатиры; к нему обращались не только корифеи революционно-демократической журналистики (П.И. Вейнберг, Н. А. Добролюбов, В. С. Курочкин, Д. Д. Минаев), перепевавшие стихотворения А. С. Пушкина и М. Ю. Лермонтова, но и ведущие писатели эпохи: И. С. Тургенев, Н. А. Некрасов, М. Е. Салтыков-Щедрин.
Новый всплеск интереса к перепеву приходится на 1905—1907 годы, когда сатирики активно использовали в качестве макетов своих остро-полемических и злободневных сочинений произведения русских и западных классиков. «Перепеваются не только произведения, но и фрагменты больших вещей (таких, как „Евгений Онегин“, „Борис Годунов“, „Кому на Руси жить хорошо“), пародически перефразируются строфы и строки».
В начале XXI века традицию «перепева» продолжил Дмитрий Быков. Для мультимедийного проекта «Гражданин поэт» он писал злободневные стихотворные памфлеты и фельетоны, перепевая хрестоматийные стихи классиков (Пушкина, Баратынского, Лермонтова, Блока, Есенина), а также известных поэтов XX века (Михалков, Евтушенко, Вознесенский, Высоцкий, Бродский).

## Примеры перепева
Во сне
В полдневный жар на даче Безбородко
С «Беседой Русскою» лежал недвижно я.
Был полдень жгуч, струился воздух кротко,
Баюкая меня.
Лежал один под тенью я балкона,
Немая тишь сковала всё кругом,
И солнце жгло отвесно с небосклона -
И спал я мертвым сном.
И снилось мне — большое заседанье
Любителей Словесности в Москве,
В кафтанах, в охабнях — творящих заклинанье
Журналам на Неве.
Пред капищем славянских истуканов
Там Лонгинов могилу мрачно рыл:
Да лягут в ней Елагин, Селиванов -
Ликуй, славянофил!
Тогда зажглась в душе моей тревога,
 И в полусне прозрела мысль моя,
 И видел я, что за два некролога
 Там в члены выбран я.
(Д. Д. Минаев перепев стихотворения М. Ю. Лермонтова «Сон»)
До реакции
Дух свободы… К перестройке
Вся страна стремится,
Полицейский в грязной Мойке
Хочет утопиться.
Не топись, охранный воин,—
Воля улыбнётся!
Полицейский! будь покоен —

Старый гнёт вернется…
(Саша Чёрный, перепев шуточного стихотворения Козьмы Пруткова «Юнкер Шмидт»)